# Tempate
Tempate – miasto w Kostaryce, w prowincji Guanacaste.